# 光あるうち光の中を歩め
『光あるうち光の中を歩め』は、帝政ロシアの小説家レフ・トルストイの短編小説である。執筆時期は定かではないが、1890年に英訳が「フォートナイトリー」に掲載され、1892年にジュネーヴでロシア語版が出版された。ロシアでは1893年に検閲によって削られたものが発表された。

## 概要
複数の人々が自分たちの人生を振り返ってどう思うかを話し合っていた。参加者の誰一人満足した人生を送っていないことが判明したが、ではキリスト教に倣った生活を送れるかというと、そうも行かず、実際には子供の教育は従来通りにやってしまうのだった。
話の舞台は古代のローマ帝国に移る。シリア出身の商人ユヴェナリウスの一人息子ユリウスと、ユヴェナリウスの奴隷の子供パンフィリウスとの議論が話の中心となる。皇帝トラヤヌスの時代、イエス・キリストの弟子たちは世間から白眼視され肩身の狭い思いをしていた。キリキヤという街でユリウスは商売に精を出していて、宗教には全く関心を持っていなかった。ところがパンフィリウスがキリスト教徒だと告げられ、そこから2人の何度も繰り返される議論が続く。
しばらく2人は顔を合わせていなかったが、ユリウスは行政官になって、帝国本部の命令でキリスト教徒の活動を押さえる作業に取りかかった。そこで久し振りにパンフィリウスと再会し、結婚、教育、労働について話し合った。妻エウラーリアの死後、ユリウスは自らパンフィリウスを訪問する。それまでの罪を懺悔してパンフィリウスに励まされたユリウスは社会生活に戻り、20年後にこの世を去ったのだった。

## 登場人物
ユリウス
自分のためにしか生きられない青年。
パンフィリウス
熱心なキリスト教徒。

## 日本語訳
- 米川正夫訳 岩波文庫 1928年10月 改版1960年1月 ISBN 978-4003261941
- 原久一郎訳 新潮文庫 1952年6月 改版2005年5月 ISBN 978-4102060124